# Fronsetta
Fronsetta is een geslacht van wantsen uit de familie van de Miridae (Blindwantsen). Het geslacht werd voor het eerst wetenschappelijk beschreven door Cassis in 2008.

## Soorten
Het genus bevat de volgende soorten:

- Fronsetta geraldtoni Cassis, 2008
- Fronsetta maculatus Cassis, 2008